# Rousettus amplexicaudatus
Rousettus amplexicaudatus is een vleermuis uit het geslacht Rousettus.

## Kenmerken
R. amplexicaudatus is een kleine, spaarzaam behaarde vleerhond met een lange snuit. Dit dier heeft grote ogen, een klauw aan de tweede vinger en (bij mannetjes) een stuk oranje vacht op de schouders. Net als de andere soorten uit het geslacht Rousettus gebruikt deze soort grotten als schuilplaats en maakt hij gebruik van echolocatie. De kop-romplengte bedraagt 84 tot 118,6 mm, de staartlengte 13,8 tot 23,9 mm, de voorarmlengte 66,8 tot 120 mm, de tibialengte 36,4 tot 39,5 mm, de oorlengte 14,4 tot 21 mm en het gewicht 31 tot 108 g. Het karyotype bedraagt 2n=36, FN=68.

## Verspreiding
Deze soort komt voor van Myanmar en Laos tot de Filipijnen en de Salomonseilanden. Er worden vijf ondersoorten erkend; sommige daarvan zijn mogelijk aparte soorten. In de Filipijnen is deze soort vrij zeldzaam in bossen, maar komt meer voor in bijvoorbeeld landbouwgebieden.